# Tockus jacksoni
Il buceretto di Jackson (Tockus jacksoni (Ogilvie-Grant, 1891)) è un uccello della famiglia dei Bucerotidi.

## Descrizione
Tranne che per le fitte macchie bianche sulle copritrici alari, assomiglia al buceretto di Von der Decken (Tockus deckeni).

## Distribuzione e habitat
La specie è diffusa in Kenya, Sudan, Sud Sudan e Uganda.